# Somebody (Natalie La Rose)
Somebody è un singolo della cantante olandese Natalie La Rose, pubblicato il 6 gennaio 2015.

## Descrizione
Il brano, che vede la partecipazione del cantante statunitense Jeremih, contiene delle interpolazioni provenienti da I Wanna Dance with Somebody (Who Loves Me) di Whitney Houston del 1987 e da Shots degli LMFAO del 2009. Somebody è composta in chiave La minore ed ha un tempo di 104 battiti per minuto.

## Tracce
Testi e musiche di Alex Schwartz, George Merrill, Jeremih Felton, Joe Khajadourian, Shannon Rubicam e Will Lobban-Bean.
Download digitale
1. Somebody (feat. Jeremih) – 3:09

Download digitale – Reggaeton Remix
1. Somebody (feat. Jencarlos Canela & Kevin Roldán) (Reggaeton Remix) (Spanglish Version) – 4:14

Download digitale – Remixes EP
1. Somebody (feat. Jeremih) (Imanos And Gramercy Remix) – 2:21
2. Somebody (feat. Jeremih) (Kasche Remix) – 3:03
3. Somebody (feat. Jeremih) (Caroline D'Amore Remix) – 3:55
4. Somebody (feat. Jeremih) (Modern Machines Remix) – 4:08
5. Somebody (feat. Jeremih) (Dawin Remix) – 3:44
6. Somebody (feat. Jeremih) (Gazzo Remix) – 4:52

## Formazione
Musicisti
- Natalie La Rose – voce
- Jeremih – voce aggiuntiva

Produzione
- The Futuristics – produzione
- Cook Classics – produzione
- Joseph "Mighty Joe" DeStefano – registrazione
- Roger McKenzie – registrazione
- Erik Madrid – missaggio
- Vincent Fu – missaggio

## Successo commerciale
Nella Billboard Hot 100 statunitense ha raggiunto la 10ª posizione, diventando la prima top ten di Natalie La Rose e la quarta di Jeremih. Durante la settimana ha venduto  68 000 copie digitali, accumulato 4,3 milioni di riproduzioni streaming ed ottenuto 73 milioni di ascoltatori radiofonici.

## Classifiche

### Classifiche settimanali
| Classifica (2015) | Posizione massima |
| ----------------- | ----------------- |
| Australia         | 12                |
| Belgio (Fiandre)  | 60                |
| Belgio (Vallonia) | 54                |
| Canada            | 22                |
| Danimarca         | 34                |
| Francia           | 71                |
| Germania          | 60                |
| Irlanda           | 28                |
| Italia            | 100               |
| Nuova Zelanda     | 34                |
| Paesi Bassi       | 17                |
| Regno Unito       | 2                 |
| Slovacchia        | 21                |
| Stati Uniti       | 10                |
| Svezia            | 68                |
| Ungheria          | 25                |

### Classifiche di fine anno
| Classifica (2015) | Posizione |
| ----------------- | --------- |
| Australia         | 85        |
| Canada            | 87        |
| Danimarca         | 92        |
| Paesi Bassi       | 48        |
| Regno Unito       | 83        |
| Stati Uniti       | 41        |